# Víctor Horn
Víctor Horn (en algun lloc d'Alemanya 1894 - Reus 1948) va ser un militar, fotògraf i comerciant alemany.

## Biografia
Va arribar a Reus cap a l'any 1922, per treballar en una empresa local d'exportació de fruits secs. Pel que se sabia d'ell, havia estat combatent a la Primera Guerra Mundial, en alguna activitat relacionada amb l'aviació. Víctor Alba diu que era un home afable, més aviat silenciós i dèspota amb els que estaven a les seves ordres. Amant del muntanyisme, feia llargues excursions per Montserrat i els Pirineus. Era molt aficionat a la fotografia, i sembla que tenia un petit laboratori a casa seva. El mateix any 1922 o potser el 1923 Víctor Horn feia, de manera no oficial, de cònsol alemany a Reus, ciutat des d'on l'exportació de fruits secs s'escampava per tot Europa. Es va integrar en la petita colònia d'alemanys que en aquella època hi havia a Reus, i l'any 1926, quan va visitar la ciutat una companyia de ballet de l'Òpera de Berlín, va conèixer una ballarina, Charlotte Bhomke, que abans havia estat trapezista del famós Circ Kröne, i s'hi va casar. El matrimoni va anar a viure a una casa del carrer de Palosanto.

### Fotògraf
La seva faceta més coneguda és la de fotògraf. Des de la seva arribada a Reus es conserven gran quantitat de fotografies amb escenes significatives de les platges de Salou i de Tarragona, i imatges de la ciutat i del camp, on reflecteix la vida quotidiana, els cartells electorals, els fets del sis d'octubre de 1934, manifestacions i grups de rabassaires. Segons Víctor Alba, Horn es fixa sobretot en les escenes de pobresa, de degradació física, amb imatges de perdularis i desvagats. No s'han trobat fotografies de la seva vida familiar.
Uns dies abans del 18 de juliol de 1936, Víctor Horn i la seva dona van embarcar en un vaixell italià en direcció a Alemanya. No se'n coneixen els motius. Aviat van arribar a Berlín, on va fer un llarg i extens reportatge sobre les Olimpíades de 1936, va recollir moltes desfilades nazis i mítings de diversos jerarques del nacionalsocialisme, on buscava mostrar les multituds enfervorides. Aquestes fotografies mostren joves rossos uniformats marcant el pas al so dels timbals i gentades amb el braç alçat, "amb una perspectiva que convida a l'admiració", diu Víctor Alba.
Se sap que al gener de 1937 era a Hamburg, i que al febrer d'aquell any va desembarcar al Ferrol. Es desconeix en qualitat de què va tornar a la Península. Segurament era un enviat militar en missió secreta. Per les fotografies que es conserven, es va dedicar a documentar el paper de l'exèrcit alemany a la Guerra Civil espanyola i els fets que anaven succeint. Durant dos o tres mesos va fer reportatges periodístics sobre la vida a Burgos, Salamanca i Sevilla, i va arribar al Marroc espanyol, on s'havia iniciat la rebel·lió. Retrata soldats alemanys que sens dubte formaven part de la Legió Còndor, pels seus uniformes de l'aviació. El seu objectiu capta soldats alemanys en diversos punts de la península, al costat de les seves armes i tancs, i sobretot dedica moltes hores a documentar la destrucció de les poblacions i l'alliberament de les ciutats i pobles que prenien a les forces de la República. Mostra la superioritat armamentística proporcionada pels nazis a les forces de Franco i l'aspecte "una mica folklòric" de les tropes franquistes ocupant territoris. La majoria de fotografies mostren la destrucció dels edificis, i pel que es creu li havien encarregat que mostrés els efectes destructius de les bombes i dels projectils llançats pels alemanys des dels avions i els tancs. Les fotografies que va fer de l'entrada dels franquistes als pobles conquerits de vegades no es pot saber a quin lloc es refereixen, però sí que s'han identificat fotografies de Belchite, que va ser objectiu de llargues batalles al menys dos cops, i poblacions del nord, d'Euskadi i Santander, i de Lleida i d'alguns pobles dels voltants.
Acabada la guerra, Víctor Horn va tornar a Reus, on també hi va fer cap la seva dona. Va seguir a l'empresa d'exportació i va seguir fent fotografies que mostren la vida a la postguerra. Un dia de 1946 ell i la seva dona Charlotte van marxar precipitadament cap a Barcelona, quan l'ONU va condemnar el règim franquista. Devien avisar a Horn que es fes fonedís, precisament pel seu passat, i perquè al balcó de casa seva hi va tenir penjada una bandera amb la Creu gammada fins gairebé l'estiu del 1945. De fet, però, els que el van conèixer en aquella època deien que no s'havia ficat en la política local ni va tenir cap paper en la repressió. Es queixava sovint del que passava al seu país que havia perdut la guerra, amb una Alemanya dividida en zones d'ocupació i després en est i oest.
L'any 1948, Víctor Horn va morir de càncer. Tenia 54 anys. La seva dona va viure encara un temps a la ciutat i va marxar a Alemanya, on va morir a un asil a Hamburg als 80 anys. Va abandonar la casa del carrer de Palosanto de Reus, on els drapaires i brocanters van trobar gran quantitat de fotografies que van vendre o cedir a l'Ajuntament de Reus.

### Exposició
El fotògraf reusenc Josep Maria Ribas Prous va comissariar l'exposició de fotografies de Víctor Horn que es va inaugurar l'any 1997 i que va donar lloc a un catàleg il·lustrat. Explica que el fons fotogràfic va arribar al CIMIR (Centre de la Imatge de Mas Iglesias de Reus), de titularitat municipal, a través d'un antiquari, i que l'anàlisi de les imatges mostrava "amb tràgica fredor" algunes escenes de la Guerra civil. L'estat dels clixés oferts era lamentable per la seva mala conservació, però amb molts treballs es van poder restaurar. A mans de col·leccionistes i de veïns hi havien fet cap més clixés i fotografies, que també van ser comprats pel CIMIR. Ribas diu que als anys trenta a Reus es coneixia tothom, que a Víctor Horn se'l coneixia per l'alemà, i que diversos col·leccionistes privats havien aconseguit, de mans de la seva dona potser, àlbums de fotografies perfectament documentades per la bona metodologia alemanya. Diu que a la postguerra el van considerar un espia i se li atribuïa responsabilitat en els bombardejos de Reus, cosa que mai no va ser provada. Se'l considerava un home correcte, amant de la natura, de la música i de les arts, que coneixia idiomes i que parlava ocasionalment el català i fins i tot l'escrivia correctament. El nombre total de fotografies de Víctor Horn que es conserven al CIMIR supera els dos milers.